# Le Vieux du Restelo
Pour plus de détails, voir Fiche technique et Distribution.
Le Vieux du Restelo (O Velho do Restelo) est un film franco-portugais réalisé par Manoel de Oliveira et sorti en 2014.

## Fiche technique
- Titre : Le Vieux du Restelo
- Titre original : O Velho do Restelo
- Réalisation : Manoel de Oliveira
- Scénario : Manoel de Oliveira
- Photographie : Renato Berta
- Costumes : Adelaide Maria Trêpa
- Décors : Christian Marti
- Montage : Valérie Loiseleux
- Musique : José Luís Borges Coelho
- Son : Henri Maïkoff
- Montage son : Jean-Christophe Winding
- Sociétés de production : Epicentre Films (Paris) - O Som e a Fúria (Lisbonne)
- Pays d'origine :  France -  Portugal
- Durée : 19 minutes
- Dates de sortie : 
  - Italie : 2 septembre 2014
  - France : 9 avril 2015 (diffusion sur Arte)[1]

## Distribution
- Diogo Dória : Teixeira de Pascoaes
- Luís Miguel Cintra : Luís de Camões
- Ricardo Trêpa : Don Quixote
- Mário Barroso : Camilo Castelo Branco

## Sélection
- Mostra de Venise 2014[2]